# روابط ارمنستان و ایتالیا
روابط دوجانبه بین ایتالیا و ارمنستان وجود دارد. ایتالیا در ایروان سفارت دارد و ارمنستان در رم سفارت دارد. هر دو کشور عضو کامل شورای اروپا و سازمان امنیت و همکاری اروپا هستند.

## تاریخچه
ارمنستان و ایتالیا از دوران باستان، زمانی که تمدن اتروسک به دنبال تجارت با ارمنی‌ها در پادشاهی اورارتو بود، روابط دیرینه ای دارند. این رابطه بعدها زمانی که امپراتوری روم شروع به گسترش کرد افزایش یافت و ارمنستان به یکی از استان‌های این امپراتوری تبدیل شد. در حالی که ارمنی‌ها به دنبال مبارزه و مستقل ماندن از سلطه روم بودند، مبادلات فرهنگی بین آنها افزایش یافت و با اشتراکات بیشتر تقویت شد و در نهایت روابط بین روم و ارمنستان را غنی کرد.
ارمنستان و ایتالیا هر دو ملت مسیحی دارند و دارای تمایز قابل توجهی هستند که رابطه آنها را منحصر به فرد می‌کند. ارمنستان اولین ملت مسیحی روی زمین بود، در حالی که ایتالیا خانه واتیکان، مقدس‌ترین مکان مسیحیت پس از اورشلیم است. بنابراین، روابط ارمنستان و ایتالیا با پیوندهای باستانی و پیوند مسیحیت حتی به امروز گره خورده است.
ارمنی‌ها و ایتالیایی‌ها نیز در شبه‌جزیره کریمه با هم در ارتباط بودند، زیرا جمهوری جنوا مستعمره‌هایی در آنجا به دست آورد که جمعیت قابل توجهی ارمنی داشت. شهر اصلی فئودوسیا یک مستعمره ایتالیا با اکثریت ارمنی بود (۶۶٪ تا سال 1475) که حاکمیت لهستان را از ۱۴۶۲ به رسمیت شناخت.

## نسل‌کشی ارمنی‌ها
پادشاهی ایتالیا در سال ۱۹۱۵ به جنگ جهانی اول پیوست و یکی از اولین کشورهایی بود که نسل‌کشی ارمنی‌ها توسط امپراتوری عثمانی را محکوم کرد. نماینده ایتالیا جاکومو گورینی آشکارا جنایات عثمانی‌ها را محکوم کرده بود. به دلیل تلاش برای جلوگیری از نسل‌کشی و حمایت‌های بعدی او از مبارزات ارمنی‌ها، در ارمنستان مورد تجلیل قرار گرفت.
ایتالیا در سال ۲۰۰۰ نسل‌کشی ارامنه را به رسمیت شناخت و علناً کسانی را که چنین جنایاتی را انکار می‌کردند مجازات کرد. این موضوع در سال ۲۰۱۹، زمانی که اتاق نمایندگان ایتالیا ابتکاری را اتخاذ کرد که از دولت ایتالیا خواسته بود نسل‌کشی ارامنه را به رسمیت بشناسد و به موضوع جنبه بین‌المللی بدهد، تقویت شد.

## تجارت
گردش مالی ارمنستان با ایتالیا در حال افزایش است. در سال ۲۰۱۸ این رقم شامل ۲۳۲٫۴۸ میلیون دلار آمریکا بود که نسبت به سال ۲۰۱۷ (۲۰۱٫۳ میلیون دلار) ۱۵٫۵ درصد افزایش داشت. صادرات ارمنستان به ایتالیا ۴۹٫۸۸ میلیون دلار آمریکا بوده که افزایش ۱۵٫۲ درصدی نسبت به سال ۲۰۱۷ (۴۳٫۲۸ میلیون دلار آمریکا) بوده است.

## ارتباط ژنتیکی
در سال ۲۰۱۴، یک پژوهش نشان داد که ارمنی‌ها یک چهارم ارتباط ژنتیکی با ایتالیایی‌ها دارند.

## دوران کنونی
بلافاصله پس از فروپاشی اتحاد جماهیر شوروی، ایتالیا یکی از اولین کشورهایی بود که استقلال ارمنستان را به رسمیت شناخت. زمانی که جنگ اول قره باغ آغاز شد، ایتالیا به عنوان اولین رئیس گروه مینسک سازمان امنیت و همکاری اروپا برای حل و فصل مسالمت آمیز درگیری قره‌باغ کوهستانی قابل توجه است. رئیس‌جمهور کارلو آدزلیو چیامپی در سال ۲۰۰۵ یادآور شد که تلاش‌های گروه مینسک سازمان امنیت و همکاری اروپا هنوز نتیجه ای نداشته است و اظهار داشت که تمام تلاش خود را برای تقویت فعالیت گروه مینسک به کار خواهد گرفت.

## نمایندگی‌ها
- ارمنستان در رم سفارت دارد.
- ایتالیا یک سفارت در ایروان و یک کنسولگری افتخاری در گیومری دارد.

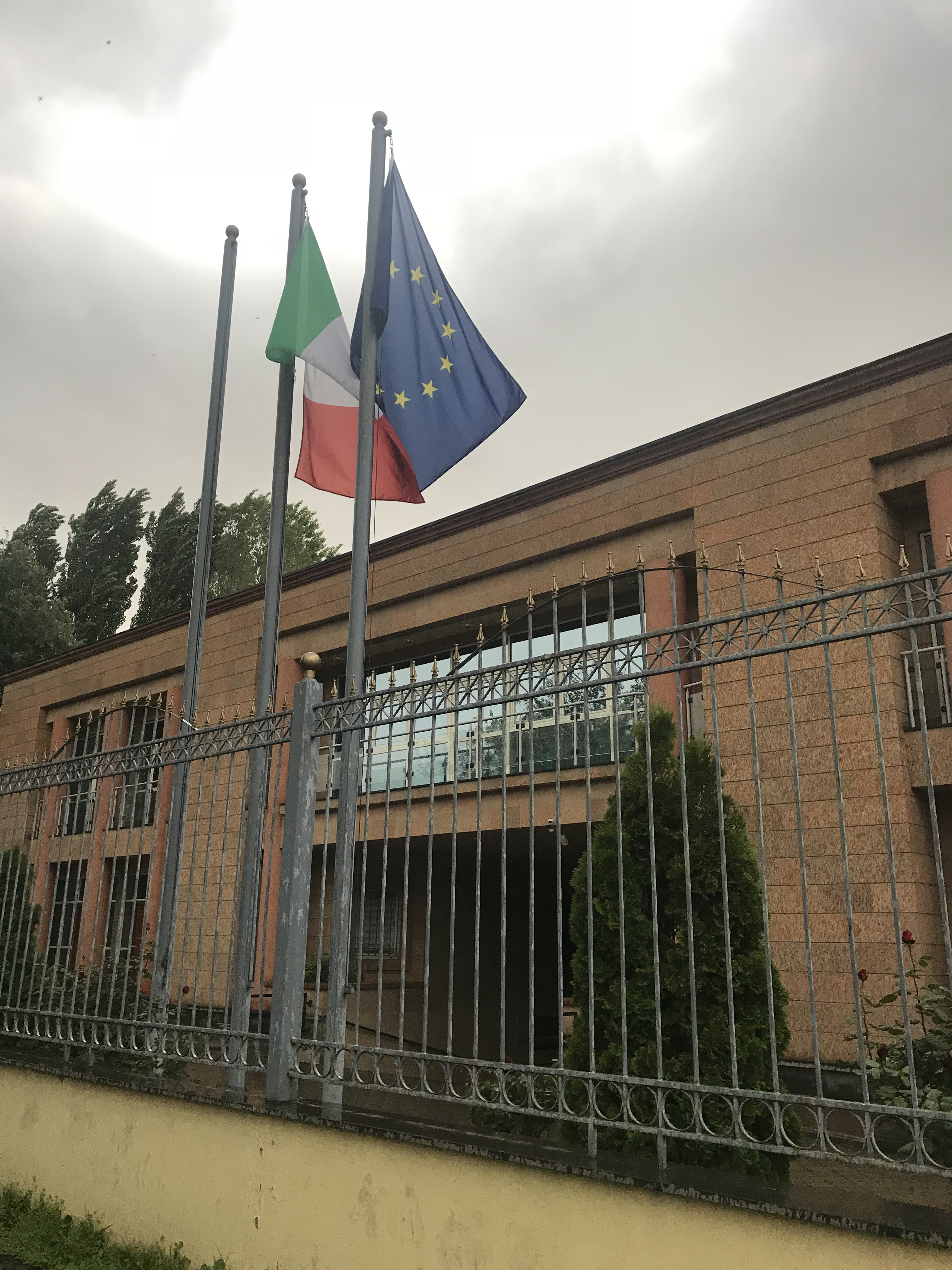
سفارت ایتالیا در ایروان